# Птицемлечник Синтениса
Птицемлечник Синтениса (лат. Ornithogalum sintenisii) — вид травянистых растений рода Птицемлечник (Ornithogalum) семейства Спаржевые (Asparagaceae), произрастающий в кустарничках, на лугах Кавказа и Ирана.
Вид назван в честь немецкого ботаника Пауля Синтениса.

## Ботаническое описание
Многолетнее травянистое растение. Луковица яйцевидная или яйцевидно-шаровидная. Листья немногочисленные, ланцетно-линейные или линейные, глубоко желобчатые, изогнутые, значительно (раза в 2—3) превышающие соцветие, 2—4 мм шириной. Стебель 5—12 см высотой.
Соцветие немногоцветковое, из 2—4 цветков. Цветоносы после цветения дугообразно вверх изогнутые, длиннее ланцетно-линейных прицветников. Листочки околоцветника продолговато-ланцетные, белые, снизу с широкой зелёной каймой, 15—20 мм длиной; коротко-заострённые, иногда наверху с небольшим заострением. Тычинки вдвое короче листочков околоцветника. Коробочка с 6 тупыми крыльями тесно сближенных попарно рёбер. Цветение в июне.